# Manoir du Champ-Versan
Le manoir du Champ-Versan ou manoir des Champs-Versants est une demeure des XVIe – XVIIe siècles qui se dresse sur le territoire de la commune française de Bonnebosq, dans le département du Calvados, en région Normandie. L'édifice est inscrit au titre des monuments historiques.

## Localisation
Le manoir est situé à Bonnebosq, dans le département français du Calvados.

## Historique
Le manoir d’époque Louis XIII, est daté des XVIe – XVIIe siècles.
Le manoir était dans la mouvance de la famille du Camp-Bénard, dont le plus ancien détenteur en est Regnault de Hesbert, puis est cité en 1733 Jacques Pierre Bazin de Sainte Honorine, conseiller du roi, dont la mère était Marie Angélique de Nogent. En 1786 y est inhumé Jean Baptiste Bazin de Sainte Honorine, ancien garde des sceaux près du Parlement de Rouen. La propriété passe ensuite par mariage aux descendants du général baron Alexandre d'Harambure et fait l´objet d´une nationalisation comme bien de l´émigré Louis Philippe d'Harambure, lequel décède en 1793 à Berstheim dans l'armée du prince de Condé.

## Description
Le manoir se présente sous la forme d'un logis de plan quadrangulaire à pans de bois.

### État ancien
Lors de la vente du domaine en 1852, celui-ci est décrit ainsi : « dans ses 80 ha, les constructions s'étalaient sur une superficie de 4 000 m2 environ avec des bâtiments à usage d'habitation et d'exploitation, comprenant un pressoir et des caves, une charretterie, des écuries, granges, étables et boulangerie, entourés de cours plantés, de prés et de labours (les Grands-Champs-Versants, les Petits-Champs-Versants, le Champ-Versant, etc. ».

## Protection
Le logis en totalité et le lavoir sont inscrits au titre des monuments historiques par arrêté du 15 décembre 2003.